# 蔡依林演唱會列表
臺灣歌手蔡依林迄今共舉辦五輪大型巡迴演唱會，合計168場次，及21場小型演唱會。1999年，她在臺北市舉辦首場小型演唱會「1019我可以演唱會」。2004年，展開首輪巡演「J1世界巡迴演唱會」，歷時一年零九個月，在全球七個城市舉辦八場次。2006年展開第二輪巡演「唯舞獨尊世界巡迴演唱會」，歷時兩年半，在亞洲、大洋洲、北美洲20個城市舉辦28場次，觀眾約50萬，票房約新臺幣十億元。
2010年，展開第三輪巡演「Myself世界巡迴演唱會」，歷時兩年零四個月，在亞洲、歐洲、大洋洲31個城市舉辦35場次，觀眾約60萬，票房約新臺幣15億元。2015年，展開第四輪巡演「Play世界巡迴演唱會」，歷時一年零兩個月，在亞洲及北美洲23個城市舉辦34場次，觀眾約60萬，票房約新臺幣15億元。2019年，展開第五輪巡演「Ugly Beauty世界巡迴演唱會」，歷時四年零七個月，在亞洲27個城市舉辦63場次。

## 巡迴演唱會
| 名稱                      | 日期                         | 相關專輯              | 地點               | 場數 | 票房         | 觀眾人數 | 來源  |
| ------------------------- | ---------------------------- | --------------------- | ------------------ | ---- | ------------ | -------- | ----- |
| J1世界巡迴演唱會          | 2004年8月7日—2006年4月22日   | 《看我72變》 《城堡》 | 亞洲 北美洲        | 8    | 未知         | 未知     | [ 2 ] |
| 唯舞獨尊世界巡迴演唱會    | 2006年9月15日—2009年2月8日   | 《舞孃》              | 亞洲 大洋洲 北美洲 | 28   | 新臺幣10億元 | 500,000  | [ 3 ] |
| Myself世界巡迴演唱會      | 2010年12月24日—2013年4月13日 | 《Myself》            | 亞洲 歐洲 大洋洲   | 35   | 新臺幣15億元 | 600,000  | [ 4 ] |
| Play世界巡迴演唱會        | 2015年5月22日—2016年7月16日  | 《呸》                | 亞洲 北美洲        | 34   | 新臺幣15億元 | 600,000  | [ 2 ] |
| Ugly Beauty世界巡迴演唱會 | 2019年12月30日—2024年8月18日 | 《Ugly Beauty》       | 亞洲               | 63   | 未知         | 未知     | [ 6 ] |

## 小型演唱會
| 日期           | 名稱                   | 國家 | 城市       | 場館                     | 來源   |
| -------------- | ---------------------- | ---- | ---------- | ------------------------ | ------ |
| 1999年12月4日  | 1019我可以演唱會       | 臺灣 | 臺北市     | 南港101                  | [ 1 ]  |
| 2000年4月16日  | Don't Stop新歌首唱會   | 臺灣 | 臺中市     | 巨蛋預定地               | [ 7 ]  |
| 2000年7月10日  | 考生之夜演唱會         | 臺灣 | 臺北市     | 中正紀念堂               | [ 8 ]  |
| 2001年2月25日  | Show Your Love演唱會   | 臺灣 | 板橋市     | 臺北縣立體育場第一運動場 | [ 9 ]  |
| 2001年3月4日   | Show Your Love演唱會   | 臺灣 | 臺中市     | 巨蛋預定地               | [ 10 ] |
| 2001年7月21日  | Lucky Number新歌演唱會 | 臺灣 | 臺北市     | 南港101                  | [ 11 ] |
| 2002年5月18日  | 萬眾依新演唱會         | 臺灣 | 新莊市     | 新莊體育館               | [ 12 ] |
| 2003年4月12日  | 說愛你慶功演唱會       | 臺灣 | 臺南市     | 臺南市政府西廣場         | [ 13 ] |
| 2003年8月29日  | 看我七十二變演唱會     | 美国 | 拉斯维加斯 | 曼德列灣表演中心         | [ 14 ] |
| 2004年4月17日  | 就是愛慶功演唱會       | 臺灣 | 臺北市     | 新光三越信義新天地廣場   | [ 15 ] |
| 2005年6月18日  | 獨佔全亞洲慶功演唱會   | 臺灣 | 臺中市     | 國家音樂廳預定地         | [ 16 ] |
| 2006年7月1日   | 玩美慶功演唱會         | 臺灣 | 高雄市     | 高雄市立中正文化中心     | [ 17 ] |
| 2007年10月21日 | 特務J慶功演唱會        | 臺灣 | 淡水鎮     | 淡水漁人碼頭             | [ 18 ] |
| 2009年3月28日  | 花蝴蝶校園巡迴演唱會   | 臺灣 | 新竹市     | 中華大學                 | [ 19 ] |
| 2009年4月11日  | 花蝴蝶校園巡迴演唱會   | 臺灣 | 臺中市     | 國立臺中第二高級中學     | [ 20 ] |
| 2009年4月19日  | 花蝴蝶校園巡迴演唱會   | 臺灣 | 臺中市     | 臺中技術學院             | [ 21 ] |
| 2009年5月9日   | 花蝴蝶慶功演唱會       | 臺灣 | 臺中市     | 市民廣場                 | [ 22 ] |
| 2009年5月10日  | 花蝴蝶校園巡迴演唱會   | 臺灣 | 永康市     | 南臺科技大學             | [ 21 ] |
| 2009年5月24日  | 愈慢愈美麗慢歌演唱會   | 臺灣 | 臺北市     | 河岸留言                 | [ 23 ] |
| 2012年10月6日  | Muse新歌演唱會         | 臺灣 | 臺南市     | 安億停車場               | [ 24 ] |
| 2014年12月7日  | 呸新歌演唱會           | 臺灣 | 臺北市     | 松山文化創意園區         | [ 25 ] |